# Amir Hossein Zare
Amir Hossein Zare (persiska: امیرحسین زارع), född 16 januari 2001, är en iransk brottare som tävlar i fristil.

## Karriär
Zare tävlade för Iran vid olympiska sommarspelen 2020 i Tokyo, där han tog brons i 125 kg-klassen. Vid VM 2021 i Oslo tog Zare guld i 125 kg-klassen efter att ha besegrat georgiske Geno Petriasjvili i finalen.
Vid VM 2022 i Belgrad tog Zare brons i 125 kg-klassen. Vid VM 2023 i Belgrad tog han sitt andra VM-guld i 125 kg-klassen efter att på nytt besegrat georgiske Geno Petriasjvili i finalen.